# (6704) 1988 CJ
1988 سي جاي (ويعرف أيضًا باسم (6704) 1988 سي جاي وفق تسمية الكوكب الصغير) (بالإنجليزية: 1988 CJ)‏ هو كويكب ضمن حزام الكويكبات؛ وترتيبه 6704 من حيث الاكتشاف.
اكتُشف هذا الجُرم الفلكي بواسطة هيروشي موري في 10 فبراير 1988.

## وصلات خارجية
- (6704) 1988 CJ في قاعدة بيانات مختبر الدفع النفاث لأجرام النظام الشمسي الصغيرة

- الاكتشاف · مخطط المدار ·  العناصر المدارية · المعلمات المادية

- (6704) 1988 CJ على موقع ويكي سكاي: DSS2, SDSS, GALEX, IRAS, Hydrogen α, X-Ray, Astrophoto, Sky Map, Articles and images